# Geraldo II de Genebra
Geraldo II de Genebra (c. 1020 - c. 1080) foi Conde de Genebra.

## Relações familiares
Foi filho do Geraldo I de Genebra (990 - 1023) e de Berta de Flandres, filha de Bertoldo de Flandres e de Matilde das duas Borgonhas, filha de Conrado I da Borgonha denominado também como Conrado III da Provença. (c. 925 — 19 de outubro de 993), cognominado "o Pacífico", foi rei da Borgonha de 937 a 993.
Casou com 1040 com Gisela de Saboia, que morre em 1060 e cuja filiação não se encontra totalmente esclarecida embora usualmente seja dada como sendo filha de Amadeu I de Saboia.
Logo em 1061, Geraldo volta a casar-se, desta vez com Thietburge de Theinfelden, filha de Rodolfo de Rheinfelden, duque da Suábia e de Thetberge.
Dos seus casamentos teve:
Com Gisela de Saboia:
1. Joana de Genebra (1050 - 1095) casada com Amadeu II de Saboia,  (1030 - 26 de Janeiro de 1080)

Do casamento com Thetberge de Rheinfelden, teve:
1. Aimão I de Genebra (1070 - 1128) casado com Ida de Faucigny, filha de Luís I de Faucigny.